# جشنواره فیلم رد راک
جشنواره فیلم رد راک یک جشنواره بین‌المللی سینمایی است که همه‌ساله در ایالت یوتا در ایالات متحده برگزار می‌شود. این جشنواره که در ماه نوامبر در سنت جورج ، ایوینز و اسپرینگدیل برقرار است مخاطبان این مناطق را با فیلم‌های جدید بین‌المللی و آثار مستقل سینمای آمریکا آشنا می‌کند. جشنواره دارای بخش‌های رقابتی در حوزه‌های مستند، سینمایی و داستانی کوتاه است.   

## تاریخچه
جشنواره فیلم رد راک در سال ۲۰۰۴ در یوتا به عنوان برنامه‌ای جهت نمایش آثار سینمایی توسط مت مارکستین که خود کارگردان تجاری است تأسیس شد، آغاز شد. این برنامه خود شکل تغییریافته‌ای از یک جشنواره فیلم دانشجویی بود که در سال ۱۹۹۱ با مشارکت دِرِک هورن تأسیس شده بود. برنامه نمایش فوق‌الذکر در آمفی تئاتر او.سی. تَنِر (OC Tanner) در اسپرینگدیل برگزار می‌شد که هم در افتتاحیه و هم در اختتامیه همه بلیط‌هایش به فروش می‌رسید. این جشنواره از سال ۲۰۰۷ به عنوان یک رویداد سالانه تحت عنوان جشنواره فیلم رِد راک شناخته شد. در سال ۲۰۰۹ جشنواره فیلم رد راک توسط مجله MovieMaker در فهرست «۲۵ جشنواره‌ای که ارزش هزینه بازبینی را دارند» ذکر شد. اکران‌های افتتاحیه شاخص در این جشنواره شامل اولین نمایش Sultanes del Sur و Mark of Cain در ایالات متحده و پیش‌نمایش فیلم Forever Plaid - The Movie می‌شود.

### بخش‌ها
علاوه بر اکران‌های ویژه غیررقابتی، جشنواره میزبان بخش‌های رقابتی سینمایی، مستند و داستانی کوتاه و انیمیشن کوتاه است. این جشنواره همچنین شامل یک مسابقه فیلم کوتاه برای فیلمسازان مقطع ابتدایی است. در این بخش‌ها هم جوایزی به آثار منتخب هیئت داوران اعطا می‌شود و هم آثار مورد توجه تماشاگران مورد تقدیر قرار می‌گیرند. جشنواره همچنین جایزه Aglet را به بهترین فیلم‌هایی اعطا می‌کند که از ابزارهای خلاقانه برای تولید آثاری با بودجه‌های کم استفاده می‌کنند.

### اهداف جشنواره
اهداف اصلی این جشنواره عبارت است از «تشویق تولید آثار حرفه‌ای و مستقلی که نژاد بشر را در یک نور مثبت به تصویر کشند. همچنین تحسین آثار اصیلی که رسانه را با نوآوری، خلاقیت و حساسیت بازتعریف کنند؛ آثاری که هم باعث روشنگری در مخاطبان جهانی شود و هم برای ایشان آموزنده باشد.»

## لینک های خارجی
- وبگاه جشنواره فیلم رِد راک
- ۲۵ جشنواره فیلمی که ارزش هزینه بازبینی را دارند در MovieMaker.com